# Église Saint-Leu-Saint-Gilles de Bois-d'Arcy
Pour les articles homonymes, voir Église Saint-Leu-Saint-Gilles.
L'église Saint-Leu-Saint-Gilles est située dans la commune de Bois-d'Arcy dans les Yvelines.

## Descriptif

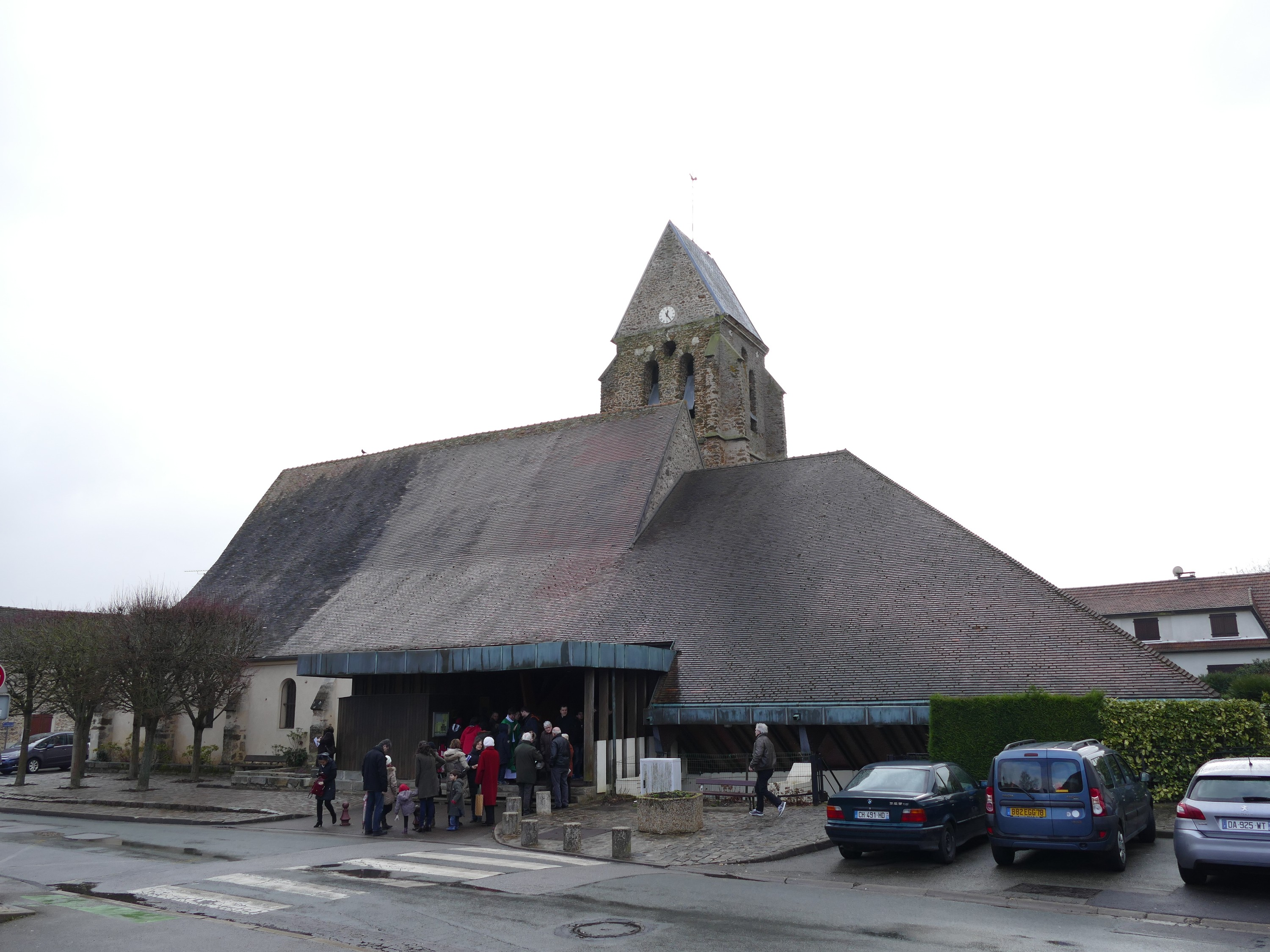
L'église Saint-Leu-Saint-Gilles.

L'entrée se fait par un escalier donnant sur le mur ouest. La nef est dominée par un clocher en bâtière.

## Histoire

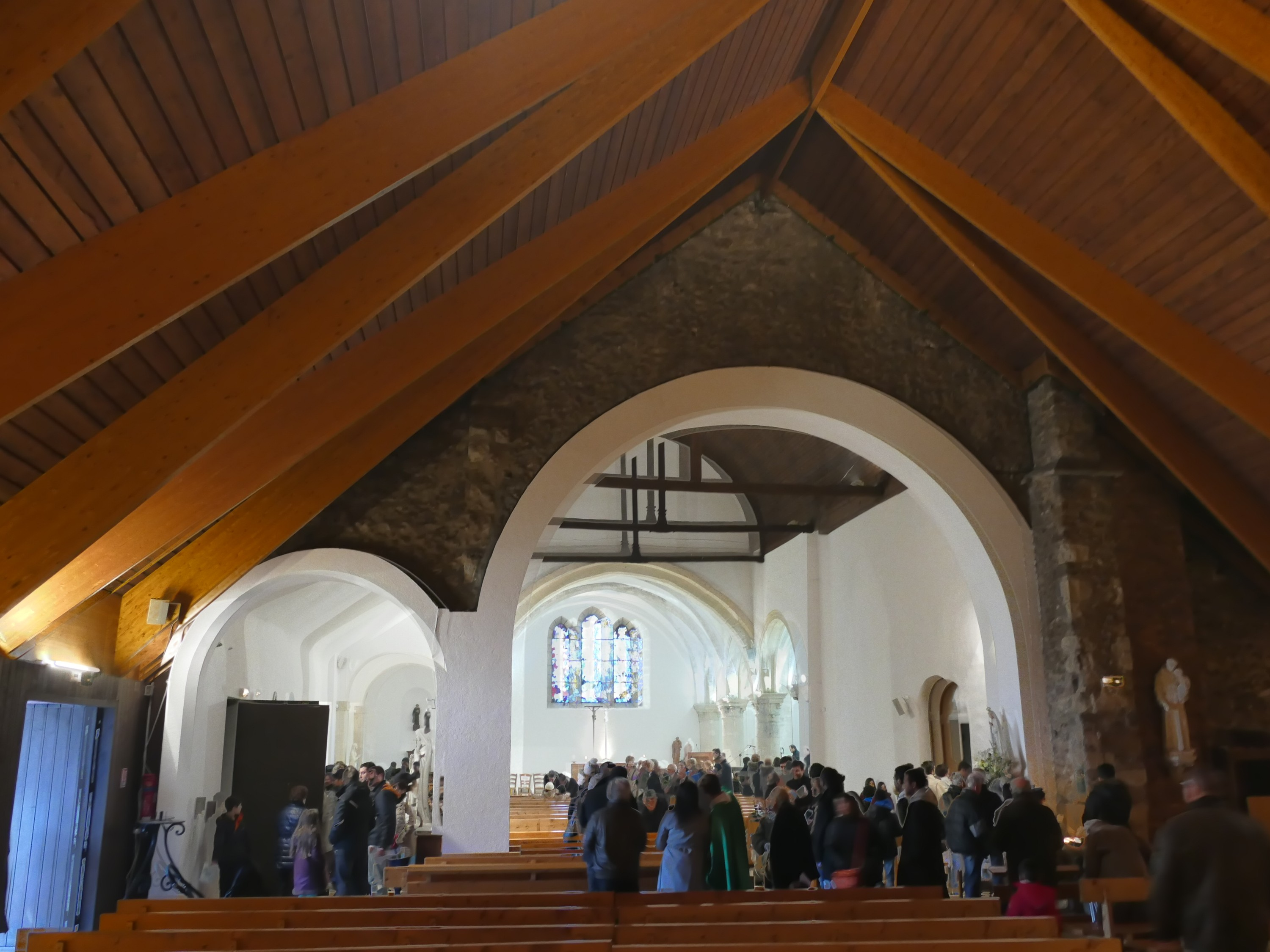
Vue intérieure de l'église.

L'église date du XIIe siècle, et est attesté en 1203 par un document écrivant « Ecclesia Sancti Egidii ultra nemus », soit à l'église Saint-Gilles de l'autre côté du bois. 
Elle a été partiellement reconstruite au XVIe siècle.
Elle devient propriété communale à la Révolution, et le budget de son entretien incombant désormais à la commune, une dépense de 100 francs est mentionnée en 1820.
En novembre 1839, des travaux effectués sur le toit permettent de remplacer deux mille tuiles emportés par le vent. L'année 1865 voit le don fait par le maire de la ville, Alfred Dailly, d'une horloge destinée au clocher (Elle sera remplacée en 1936, grâce à Alexandre Turpault, premier édile de la commune, par un modèle nouveau fonctionnant à l'électricité).
Elle est restaurée en 1867 sous la direction de François, Robert Blondel, architecte diocésain. La cloche fêlée est refondue en 1896.
Elle est agrandie en 1968.
Le 9 avril 1984 voit survenir un incendie qui impose une nouvelle refonte de la cloche.